# Heilige Familiekerk ('t Kruis)
De Heilige Familiekerk is een kerkgebouw van de Rooms-Katholieke Kerk in de buurtschap 't Kruis in de Nederlandse gemeente Heerhugowaard. Samen met de pastorie is het een gemeentelijk monument. 

## Geschiedenis
In 1922 kreeg de net aangestelde bouwpastoor Quirinus Johannes te Mey de opdracht van het bisdom Haarlem om een nieuwe parochie in Heerhugowaard te stichten. Architect was Jan Klomp (1865-1946). Hij ontwierp een driebeukige kruiskerk en tekende ook een 40 meter hoge kerktoren, maar daarvoor ontbrak de financiering. In plaats daarvan werd een kleine dakruiter geplaatst boven het koorgedeelte, dat vier hoge, smalle glas-in-loodramen heeft.
Op 29 juni 1922 werd de eerste steen gelegd en op de plek van deze steen is een gedenksteen geplaatst. Tegelijk met de inwijding van de kerk op 4 augustus 1924 is het hoofdaltaar geplaatst. Ook bevinden zich in de kerk de relieken van een van de Martelaren van Gorcum en van de heilige Bonifatius. 
Het kleine kerkorgel uit omstreeks 1960, van de hand van de Alkmaarse orgelbouwersfirma Jos. H. Vermeulen, heeft één manuaal, zeven registers en een aangehangen pedaal.
In 1946 werd aan de linkerzijgevel een ketelhuis toegevoegd en in 1966 ondergingen het gebouw en de pastorie ingrijpende wijzigingen. De kerk kreeg een modern ingangsportaal. Daarboven hangt een open klokkenstoel met twee luidklokken met de namen Aagje en Adriaan, naar de parochianen die ze geschonken hebben. In 1988 onderging het kerkinterieur een grondige restauratie. Ook daarna zijn diverse wijzigingen aangebracht aan het witgepleisterde kerkje.